# Jean-Pierre Cayard
Pour l’article homonyme, voir Cayard.
Jean-Pierre Cayard, né le 28 novembre 1942, est un homme d'affaires et milliardaire français. Il est le propriétaire et président-directeur général de l'entreprise de vins et spiritueux La Martiniquaise, fondée par son père Jean Cayard, qu'il a rejoint en 1970, et dont il a hérité. 
Son épouse, Édith, dirige la société.

## Biographie
Jean-Pierre Cayard, naît le 28 novembre 1942. Il est le fils de Jean Cayard fondateur en 1934 de La Martiniquaise, entreprise de vins et spiritueux.

## Fortune
En  selon le magazine Forbes. En 2020, Forbes l'évalue en hausse à 3,de dollars ( d'euros) alors que Challenges l'évalue en baisse (1,2 milliard d'euros contre 1 en 2019). Il serait donc la 15e française selon Forbes et la 74e selon Challenges.